# Аманда Сандборг-Вестерберг
Аманда Тереза Сандборг-Вестерберг (швед. Amanda Theresa Sandborg-Waesterberg; 16 грудня 1842, Стокгольм, Швеція — 3 січня 1918, Бергвік, Швеція) — шведська композиторка, авторка кількох сотень пісень релігійного характеру.

## Біографія
Аманда Сандборг народилася у 1842 році в Стокгольмі. Її батьками були Карл Сандборг і його друга дружина Фредеріка Сесілія Хагберг. Батько Аманди був церковним кантором, а також співав у хорі Королівської опери в Стокгольмі. Хрещеним батьком дівчинки був диригент Якоб Ніклас Альстрем.

### Освіта
Перші уроки музики Аманда отримала від батька. Пізніше, в 1862 році, вона розпочала навчання на хоровому відділенні коледжу при Королівській музичної академії (нині — Королівська вища музична школа в Стокгольмі).
Крім музичної освіти, Аманда здобула спеціальність вчительки і телеграфістки (телеграфісткою була також її сестра), а також працювала деякий час гувернанткою.

### Публікації
У 1875 році вона почала публікувати власні музичні твори під псевдонімом «A S-g». Вийшло друком декілька збірників її пісень; крім того, з 1882 по 1920 рік пісні Аманди Сандборг, призначені для виконання в церкві (в цілому 120 найменувань), періодично публікувалися у християнській щотижневій газеті Sanningsvittnet. Окремі пісенні твори було включено також до складу різних збірок церковних гімнів.

### Родина
У 1876 році Аманда Сандборг вийшла заміж за Ларса Магнуса Вестерберга. Очевидно, доходів чоловіка родині на прожиття не вистачало, тому Аманда давала приватні уроки гри на фортепіано і, можливо, викладала в школі шведського піаніста, композитора та педагога Ріхарда Андерссона. У 1901 році Ларс Вестерберг помер, після чого Аманда проживала разом з одним з їхніх дітей.
Померла Аманда Сандборг 3 січня 1918 року в Бергвіку (провінціяГельсінгланд, Швеція).

## Творчий спадок
Спадщина Аманди Сандборг-Вестерберг як композиторки складається переважно з пісень, в тому числі близько двохсот з них — на релігійну тематику. У плані композиції вони варіюються від невигадливих мелодій з простою ритмічною схемою та гармонією до більш складних і масштабних творів, розрахованих як на сольне, так і на хорове виконання. До деяких з них авторка написала також фортепіанну партію.